# 洛多杰智合寺
洛多杰智合寺（藏語：ལོ་རོ་རེ་བག），又称金刚崖寺，位于中国青海省黄南藏族自治州尖扎县马克堂镇洛科村，是一座藏传佛教寺院。

## 简介
洛多杰智合寺位于尖扎县马克唐镇洛科村以北的洛多杰智合寺上院锡浆岩山腰处，距离西宁市区大约130公里。该寺始建于唐朝会昌二年（842年）。元朝，萨迦班钦在此处兴建了1座本康。清朝，在此开凿山岩兴建了1座佛堂，并塑立佛像。
洛多杰智合寺因主要建筑以崖洞为主，故又称“金刚崖寺”。整个寺院分为上、中、下三座。上院有天然及人工石窟24处，呈“一”字形由西向北排列，位于垂直高度大约80米的山腰中间。中院有一座万佛塔，是为埋藏刺杀吐蕃赞普朗达玛时用的铁质弓箭而建。下院是大经堂，1246年由该寺第一世萨班·更尕尖参以一钵燃灯佛舍利子奠基兴建。该寺所藏文物和坎布拉阿琼南宗寺、西宁市大佛寺、平安县白马寺、循化县丹斗寺等不相上下。
《洛多杰智合寺志》载，842年，吐蕃赞普朗达玛用暴力手段灭除佛教，杀害大批翻译家及佛学家，幸存者四处逃散。后来在藏传佛教史上被誉为“三贤哲”的玛尔释迦牟尼、肴格迥、藏饶赛，以及吐蕃赞普侍卫拉龙·贝吉多吉，为了保存佛法，来到如今的洛多杰密修，并将其射杀朗达玛的弓箭埋在此地，后来建成了万佛塔。
根据现存实物及文献，洛多杰智合寺石窟早在格鲁派盛行前，便已经是藏传佛教其他各派高僧的密修之处，因此其年代早于西宁土楼石窟、平安县白马寺石窟。
如今，该寺有古代建成的自然及人工殿堂二十八间（处），收藏的文物有北魏至中华民国时期的佛像、雕塑、卷轴画、壁画、金银手抄佛经等1136件。
2004年5月10日，“洛多杰智合寺及其石窟”被公布为第七批青海省文物保护单位，类型为石窟寺及石刻，历史年代为宋。

## 石窟
智合寺石窟呈“一”字形，由西向北排列，位于垂直高度大约80米的山腰中间。其中，1、2、3、7、8、9号石窟位置很险，一般人无法进入。其他窟一般人进入较为容易。据智合寺管委会主任土登说，1958年前后，为保护石窟内的文物免遭劫难，当地老人曾经秘密派两个人在夜间去过这些石窟，将窟内部分文物取出后密藏起来。两个人奉命连夜带文物躲藏到贵南等地。劫难过去后，当地派人接回两人，但两人死于途中，临终时才将所藏文物告知世人。
据传说，各窟内的物品如下：
- 1号窟：供奉着以万药万宝为供物塑成的七尊唐朝佛祖像，四手观音、持金刚、金刚庆母、喜怒神、宝帐护法神、八面怙主护法神、药王佛、药师佛，还藏有唐朝及吐蕃王朝著译的以金、银书写的《二十一部显密经典》手抄本、唐卡八卷等等。
- 2号窟：藏有手抄经典共30套1500本（卷）。
- 3号窟：藏有宋朝手抄的以金、银书写的《甘珠尔》206本、古典密宗唐卡19卷、八宝塔16座。该窟内顶壁画是密宗本宗神马头明王坛城图、宗喀巴画像。
- 4号窟：内有17塔佛殿、历代显宗、密宗高僧的灵塔、宗喀巴像壁画。其中除了宗喀巴像较为完整外，其他均遭毁坏。窟内散落着各种形状的“嚓嚓”。宗喀巴像是画好后粘贴上墙。
- 5号窟：为静禅院，内供杰·赛康巴金身塑像，青铜法杵一把，勇猛密帐护法唐卡一卷等等。
- 6、7、8号窟：为法师禅房。
- 9号窟：为“三贤哲”讲经堂。窟内有“三贤哲”的金像、宗喀巴师徒像，古代手抄藏汉经典《广中略三种般若经》24本。此外还发掘出一顶年代无法确定的佛冠。

以上1至9号窟内发掘出来的大威德金刚唐卡、极乐坛城图、龙王佛唐卡、佛祖主持3号唐卡等等，于1995年农历九月二十四日夜被盗，下落不明。其余文物现仍藏在该寺。
- 10至18号窟：时代较1至9号窟为后，是在元、明、清时期由该寺历代住持修造，内供弥勒佛、金刚、三怙主密佛、时轮金刚、度母、莲花生、米拉日巴、药师佛、无量寿佛金像等，数以万计的“嚓嚓”散落在各石窟及万佛塔周围。[2]

- 22号窟：为所有石窟中的最大一处。窟高大约3米、宽大约5米、进深大约4米。窟门面朝东北。窟内原有大面积壁画，现因泥皮脱落，仅存右边约40厘米宽的直线边画，但轮廓不清。该壁画为一幅大型画像，中部被一条约3厘米的横直红线断开。脱落下来的壁画呈块状，因技术限制难以重新组合起来。留存在壁画上的多是石青色原料，根据其判断，壁画应是11世纪末藏族政权角嘶啰初期的作品。从该寺保存的刀形石器，彩陶罐，脸盆大小的石刻喀举上组佛像等实物，也可印证这一判断。[2]